# Spydeberg
Spydeberg é uma comuna da Noruega, com 142 km² de área e 4 706 habitantes (censo de 2004).         